# Margaret Macfarlane
Pour les articles homonymes, voir Macfarlane.
Margaret Macfarlane (née en 1888) est une suffragette écossaise et secrétaire honoraire de la Women's Social and Political Union à Dundee et East Fife. 

## Biographie
Margaret Macfarlane naît en 1888 en Écosse. Depuis au moins 1911, alors infirmière qualifiée, elle commence à militer pour la cause du suffrage des femmes. En 1911, lorsqu'Emmeline Pankhurst entreprend une tournée de conférences en Écosse, Macfarlane aide à coorganiser une réunion publique « bondée » à St Andrews, présidée par la secrétaire de la branche de St Andrews de la National Union of Women's Suffrage Societies. Elle est ensuite secrétaire bénévole de la Women's Social and Political Union à Dundee et East Fife
Son plaidoyer de plus en plus militant pour le suffrage des femmes conduit à son arrestation à Londres en novembre 1911, à l'âge de 23 ans. Elle est accusée d'avoir brisé l'une des plus grandes fenêtres de Londres au bureau de la Hamburg America Line à Cockspur Street, d'une valeur de 104 £, et elle est condamnée en mars 1912 à quatre mois de détention dans la prison de Holloway. Elle est l'une des 68 femmes qui ajoutent leurs signatures ou leurs initiales au mouchoir des suffragettes brodé par des prisonnières à Holloway en mars 1912, conservé jusqu'en 1950 par Mary Ann Hilliard, et toujours visible à la Priest House West Hoathly. 

Macfarlane fait la grève de la faim en prison et elle est régulièrement alimentée de force jusqu'à sa libération fin juin 1912. Son poids, dit-elle, est passé de 46,7 kg (7 stones et 5 livres) à son entrée en prison à 40,8 kg (6 stones et 6 livres) à sa libération. Elle décrit plus tard son expérience de d'alimentation forcée : 

« On m'a soulevée sur une chaise et attachée avec un drap solide au dossier de la chaise. Autant que je me souvienne, mes bras étaient maintenus de chaque côté des accoudoirs de la chaise. Il y avait une surveillante avec un gobelet et une autre derrière ma chaise, qui faisait un bâillon pour la bouche avec ses doigts. Une autre tenait mes genoux. Je leur ai dit que je n'avalerais pas une goutte du gruau de mon plein gré. Lorsqu'elles s'aperçurent que je ne retenais rien de la nourriture, celle qui me bâillonnait incita les autres à me chatouiller, à me tenir le nez pour me faire avaler, & à me serrer la gorge, ce qui est pour moi la chose la plus cruelle. La pression exercée sur la gorge pour faire avaler donne une sensation effrayante d'étouffement. Lorsqu'ils m'ont levé les pieds, ma tête était suspendue au dossier de la chaise, ce qui ajoutait à la sensation d'étouffement.
 »

Macfarlane poursuit son travail politique après sa libération, comparaissant à nouveau devant le tribunal en janvier 1913 pour avoir brisé une fenêtre du ministère de l'Intérieur et causé des dommages d'une valeur de 2 £. Elle est condamnée à payer les dommages et à une amende de 40 shillings.